# Queda da monarquia romana

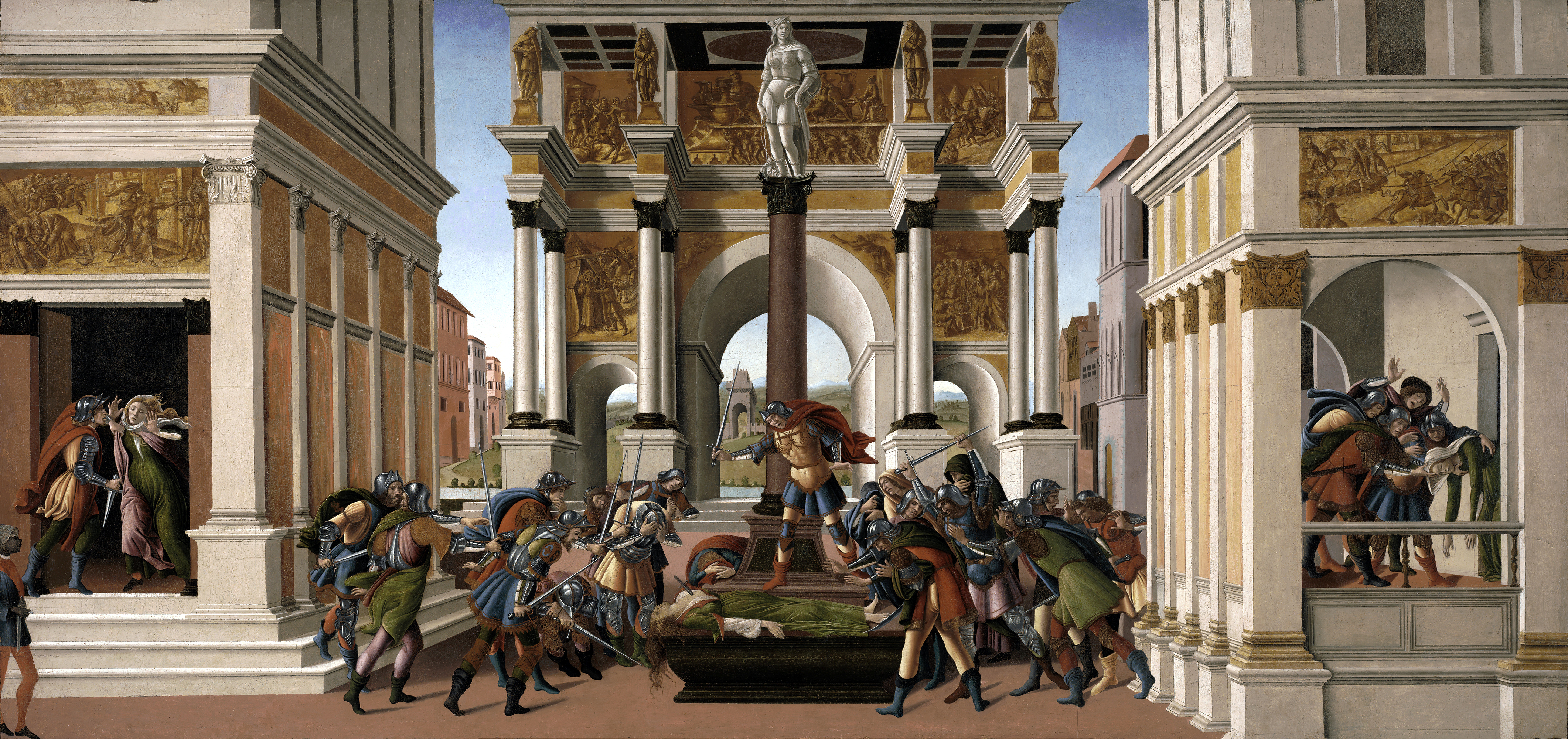
"História de Lucrécia".
1496-1504. Por Botticelli, no Isabella Stewart Gardner Museum, em Boston, EUA.

A Queda da monarquia romana foi uma revolução política na Roma Antiga ocorrida por volta de 509 a.C. que resultou na expulsão do último rei de Roma, Lúcio Tarquínio Soberbo, e na fundação da República Romana.
As histórias da época contam que, enquanto o rei estava fora da cidade em uma campanha, seu filho, Sexto Tarquínio, estuprou uma nobre romana, Lucrécia. Mais tarde, ela própria revelou o crime a vários outros nobres romanos e se matou em seguida. Os nobres, liderados por Lúcio Júnio Bruto, obtiveram o apoio da aristocracia e do povo romano para expulsar o rei e sua família e fundar uma República Romana. O exército romano apoiou Bruto e o rei foi exilado. Apesar de inúmeras tentativas de Soberbo de  reinstalar a monarquia, a República foi estabelecida e os dois primeiros cônsules foram eleitos para governar a cidade.

## Contexto

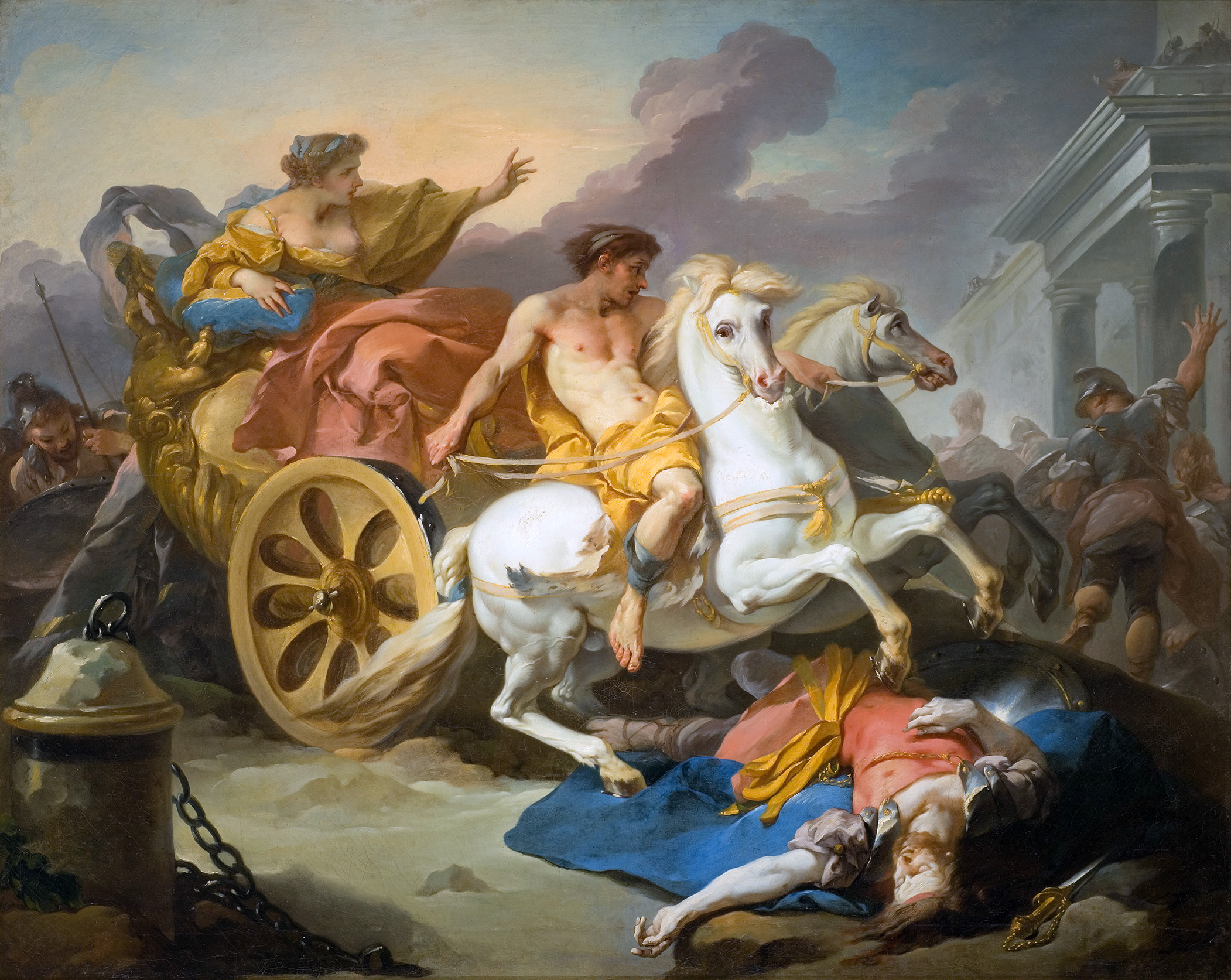
Túlia Menor, esposa de Tarquínio Soberbo, passa com sua carruagem pelo corpo de seu pai, o rei Sérvio Túlio.
1735. Por Michel-François Dandré-Bardon, no Musée Fabre, em Montpellier, França.

A história romana conta que sete reis de Roma reinaram desde a fundação da cidade, em 753 a.C., de Rômulo a Tarquínio. A acurácia deste relato tem sido posta à prova por historiadores modernos, embora seja aceito que houve uma monarquia e que o último rei de fato foi expulso para a fundação da República no final do século VI a.C..
Tarquínio era filho do quinto rei, Lúcio Tarquínio Prisco. Por volta de 535 a.C., Tarquínio e sua esposa, Túlia Menor (uma das filhas do sexto rei, Sérvio Túlio), articularam o assassinato de Sérvio para assumir o trono.
Apesar de várias vitórias militares, Tarquínio rapidamente se tornou impopular. Ele se recusou a enterrar seu antecessor e condenou à morte diversos senadores importantes que ele suspeitava terem permanecido leais a Sérvio (um dos quais era irmão de Lúcio Júnio Bruto). Ao não substituir os senadores assassinados e não consultar o senado nos assuntos de governo, Tarquínio diminuiu tanto o tamanho quanto a autoridade do Senado. Em outra quebra de tradição, ele julgava crimes capitais sem ouvir seus conselheiros, criando assim um clima de medo entre os que podiam tentar se opor a ele. Tarquínio também traiu os aliados latinos de Roma.

## Estupro de Lucrécia
Por volta de 510 a.C., Tarquínio deixou a cidade para liderar uma campanha militar contra os rútulos. Segundo Lívio, este povo era, na época, uma nação muito rica e Tarquínio estava ansioso para obter para si os espólios que resultariam da vitória sobre eles, em parte para tentar mitigar a fúria de seus súditos. Ele tentou, sem sucesso, tomar a capital rutulana, Ardea de assalto e iniciou em seguida um grande cerco à cidade.
Sexto Tarquínio, o filho do rei, foi enviado numa missão militar até Collatia, onde foi recebido com grandes honras na mansão do governador, Lúcio Tarquínio Colatino, filho do sobrinho do rei, Arruns Tarquínio (Egério), antigo governos de Collatia e primeiro dos Tarquínios Colatinos. A esposa de Lúcio, Lucrécia, filha de Espúrio Lucrécio, prefeito de Roma e "um homem distinto", fez o que pôde para que o filho do rei fosse tratado como exigia seu poder e status, mesmo estando seu marido fora, participando do cerco.
Numa variação da história, Sexto e Lúcio, numa festa regada a vinho durante uma licença, estavam debatendo as virtudes das esposas quando Lúcio se voluntariou para encerrar o debate propondo que todos eles cavalgassem até sua casa para ver o que Lucrécia estava fazendo. Ela estava tecendo com suas damas-de-companhia. O grupo a premiou com a palma da vitória e Lúcio os convidou para ficar, mas todos resolveram voltar para o acampamento.

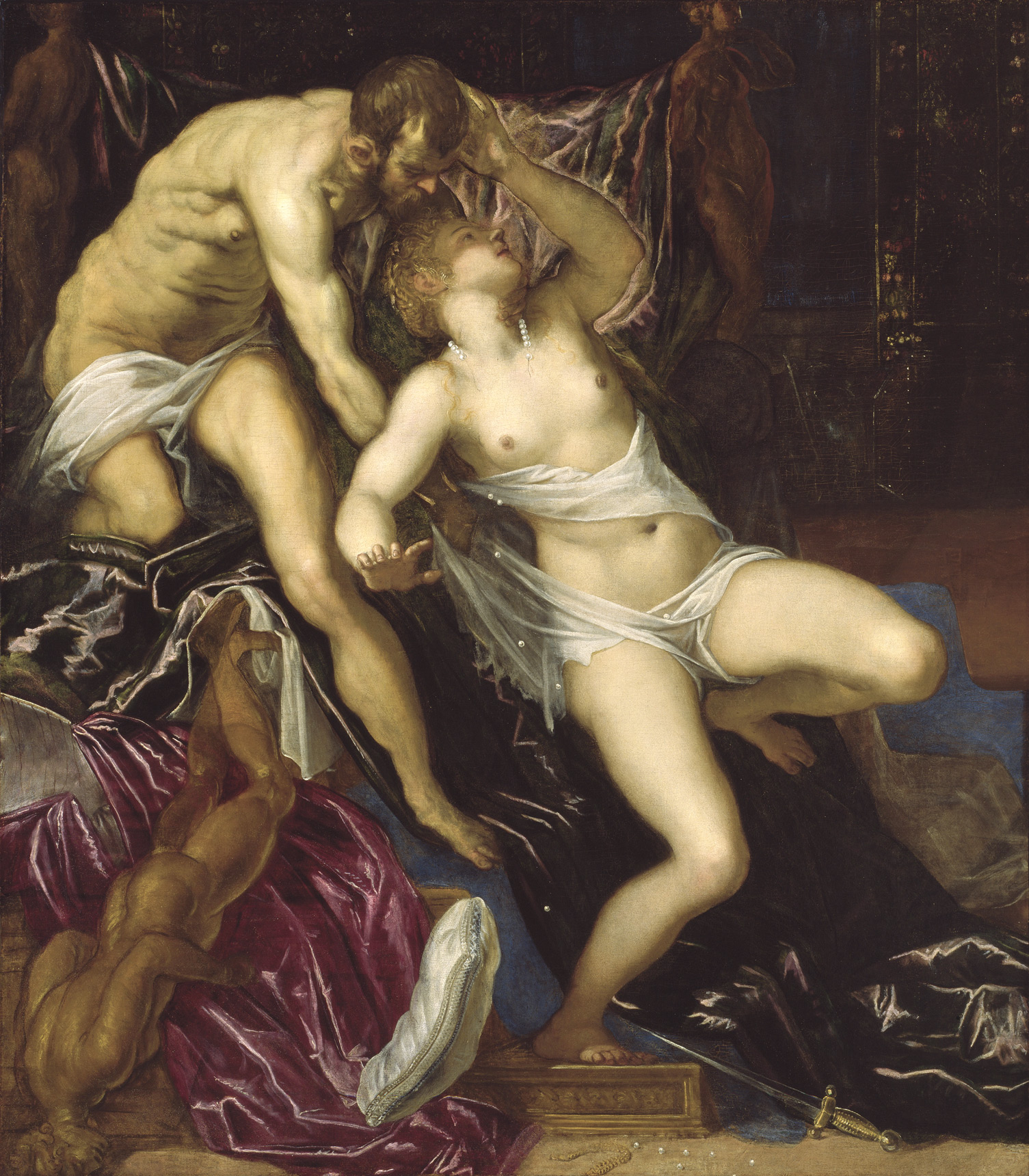
"Estupro de Lucrécia" por Sexto Tarquínio, o evento que deu início à queda da monarquia romana.
1578-80. Por Tintoretto, no Art Institute of Chicago, nos EUA.

À noite, Sexto entrou no quarto dela sorrateiramente, passando em silêncio pelos escravos que dormiam à sua porta. Ela acordou, ele se identificou e ofereceu a ela duas opções: ela podia se submeter aos seus avanços sexuais e tornar-se sua esposa e futura rainha ou ele mataria ela e um de seus escravos e colocaria os dois corpos juntos,  alegando depois ter pego os dois num ato sexual adúltero. Na história alternativa, Sexto retornou do acampamento alguns dias depois com um companheiro para aceitar o convite de Colatino para uma visita e foi hospedado num quarto de hóspedes. Ele entrou no quarto de Lucrécia, que estava deitada nua, e começou a lavar seu abdômen com água, o que a acordou.

## Revolta
No dia seguinte, Lucrécia se vestiu de preto e foi até a casa de seu pai, em Roma, e se atirou aos seus pés em posição de súplica (abraçando seus joelhos), chorando. Quando ele pediu explicações, ela insistiu que fossem primeiro convocadas testemunhas e depois contou sobre o estupro e pediu vingança, um pedido que não podia ser ignorado, pois ela estava falando com o mais alto magistrado romano. Enquanto os homens debatiam o que fazer, ela puxou uma adaga e perfurou seu próprio coração, morrendo nos braços de seu pai. "Esta cena terrível causou tamanho horror e compaixão entre os presentes que eles gritaram em uma só voz que preferiam morrer mil mortes em defesa de sua liberdade do que suportar esses insultos cometidos por tiranos".
Na versão alternativa, Lucrécia convocou Lúcio Júnio Bruto (um dos mais proeminentes cidadãos e neto do quinto rei de Roma, Tarquínio Prisco) e o pai dela, Espúrio Lucrécio Tricipitino, outro proeminente cidadão, Públio Valério Publícola, e seu marido, Lúcio Tarquínio Colatino (também parente de Prisco) até Collatia depois do estupro. Acreditando que crime a teria desonrado e desonrado sua família, ela se suicidou com uma adaga depois de contar o que havia se passado. Segundo a lenda, Bruto retirou a adaga do peito de Lucrécia depois de sua morte e imediatamente pediu a queda dos Tarquínios.
Os quatro homens juntaram a juventude de Collatia e seguiram até Roma, onde Bruto, que na época era tribuno dos céleres, convocou o povo até o Fórum Romano e os incitou à revolta contra o rei. O povo votou pela deposição do rei e pelo banimento de toda a família real.
Bruto convocou a Assembleia das cúrias (comitia curiata), uma organização das famílias patrícias utilizada principalmente para ratificar os decretos do rei, e começou a admoestá-los em um dos mais lembrados e efetivos discursos da Roma Antiga. Ele começou revelando que se fingia de idiota para se proteger de um rei maligno e fez uma série de acusações contra ele e sua família: o insulto contra Lucrécia, que todos podiam ver no estrado, a tirania do rei, os trabalhos forçados da plebe nos fossos e esgotos de Roma. Ele notou que Soberbo chegou ao trono assassinando Sérvio Túlio, seu sogro, o penúltimo rei de Roma. Ele "invocou solenemente aos deuses como vingadores dos pais assassinados". A esposa do rei, Túlia Menor, esta em Roma na época e provavelmente testemunhou o acontecia a partir de seu palácio perto do Fórum. Temendo tornar-se alvo desta animosidade, fugiu temendo pela vida e foi ter com o marido no acampamento em Ardea.

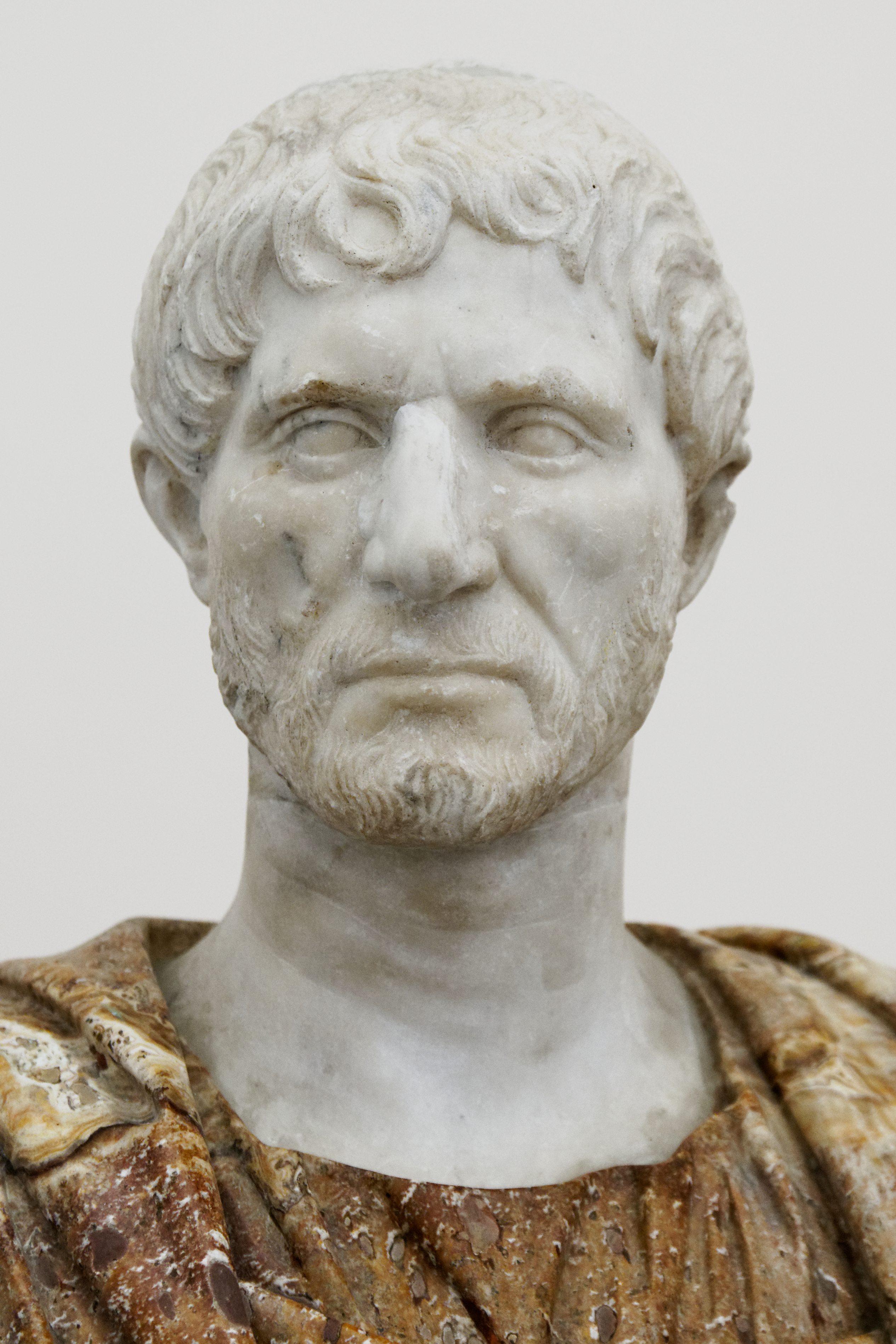
Lúcio Júnio Bruto, o líder da revolta contra Tarquínio Soberbo.

Bruto então iniciou um debate sobre a forma de governo que Roma deveria ter; muitos foram ouvidos (todos patrícios). No final, Bruto propôs o banimento dos Tarquínios de todos os territórios romanos e a nomeação de um inter-rei para nomear novos magistrados e conduzir uma eleição de ratificação. A assembleia decidiu por uma forma republicana de governo, com dois cônsules no lugar do rei executando a vontade de um Senado patrício. Esta era uma medida temporária, que serviria para dar tempo para que os detalhes fossem pensados de forma mais cuidadosa. Bruto renunciou a qualquer direito que tinha ao trono. Nos anos seguintes, os poderes reais foram divididos em diversas magistraturas menores eleitas. Uma votação final das cúrias aprovou a constituição interina. Espúrio Lucrécio foi rapidamente eleito inter-rei (já que ele era o prefeito de Roma), que, por sua vez, propôs Bruto e Colatino como os dois primeiros cônsules, uma escolha ratificada pelas cúrias. Mas eles precisavam obter ainda a aprovação da população como um todo e, por isso, desfilaram com o corpo de Lucrécia pelas ruas da cidade, convocando os plebeus para uma assembleia no Fórum. Uma vez lá, Bruto falou novamente:
| “ | Como Tarquínio nem obteve a soberania de acordo com os nossos costumes e leis ancestrais e nem, desde que obteve — seja como foi que obteve — a tem exercido de uma forma honrosa ou real, mas superou em insolência e ilegalidade todos os tiranos que o mundo já viu, nós patrícios nos encontramos e resolvemos privá-lo deste poder, uma coisa que já devíamos ter feito há muito tempo atrás, mas que estamos fazendo agora que uma oportunidade favorável se revelou. E chamamos vocês, plebeus, para declarar nossa decisão e para pedir vossa ajuda para conseguirmos liberdade para nosso país... | ” |
|   | — Lúcio Júnio Bruto, Discurso aos plebeus em 509 a.C... |   |

Uma eleição geral foi realizada e o resultado foi a República. A monarquia foi terminada enquanto o corpo de Lucrécia ainda estava exposto no Fórum.
Bruto, deixando Lucrécio no comando da cidade, seguiu com homens armados até o exército romano que estava acampado em Ardea. O rei, que estava com o exército, soube dos acontecimentos em Roma e já havia deixado o local para ir à cidade antes da chegada de Bruto. O exército o recebeu como um herói e os filhos de Tarquínio foram expulsos. Tarquínio Soberbo, por sua vez, não conseguiu entrar em Roma e fugiu com sua família para o exílio.

## Fundação da República Romana
A revolta que resultou no exílio ("regifugium"), depois de um reinado de 25 anos de Tarquínio e sua família, e a fundação da República Romana com Bruto e Colatino (ambos parentes do quinto rei de Roma, Tarquínio Prisco) como os dois primeiros cônsules. Tarquínio e seus dois filhos mais velhos, Tito Tarquínio e Arruns Tarquínio, seguiram para o exílio em Cere.
Segundo Lívio, o primeiro ato de Bruto depois da expulsão de Soberbo foi fazer o povo jurar que jamais permitiriam que um rei governasse sobre roma novamente.
| Latim: "Omnium primum avidum novae libertatis populum, ne postmodum flecti precibus aut donis regiis posset, iure iurando adegit neminem Romae passuros regnare." | Português: "Antes de tudo, ao realizar este juramento de que eles não tolerariam que ninguém reinasse sobre Roma, ele forçou o povo, que ansiava pela nova liberdade, a não ser mais atraído por súplicas ou subornos de reis." |

Este juramento foi, fundamentalmente, uma nova versão do "juramento privado" realizado pelos conspiradores.
| Latim: "Per hunc... castissimum ante regiam iniuriam sanguinem iuro, vosque, di, testes facio me L. Tarquinium Superbum cum scelerata coniuge et omni liberorum stirpe ferro igni quacumque dehinc vi possim exsecuturum, nec illos nec alium quemquam regnare Romae passurum." | Português: "Por este sangue inocente perante a injustiça real eu juro — vocês e os deuses como minhas testemunhas — ser aquele que vai processar, com toda minha força, Lúcio Tarquínio Soberbo juntamente com sua maligna esposa e toda a casa de seus filhos livres pela espada, pelo fogo ou por qualquer outro meio, para que nem eles e nem ninguém mais possa reinar sobre Roma." |

Não existe consenso acadêmico sobre a veracidade histórica deste juramente; ele é relatado, de forma diferente, por Plutarco ("Poplicola", 2) e Apiano (Guerras Civis 2.119). Porém, é inegável que o espírito presente no juramento inspirou os romanos em diversas ocasiões, incluindo Marco Júnio Bruto, seu descendente e um dos assassinos de César.
Bruto também ordenou que o número de senadores fosse preenchido até o número regular de 300 a partir de membros mais proeminentes da ordem equestre. Os novos cônsules também criaram o cargo de rei das coisas agradas para realizar os encargos religiosos que eram, anteriormente, realizados pelos reis.
Por conta da repulsa do povo romano contra o nome e a família do rei exilado, o cônsul Tarquínio Colatino foi forçado a renunciar ao cargo de cônsul e também foi exilado.

## Tentativas de reinstalar a monarquia

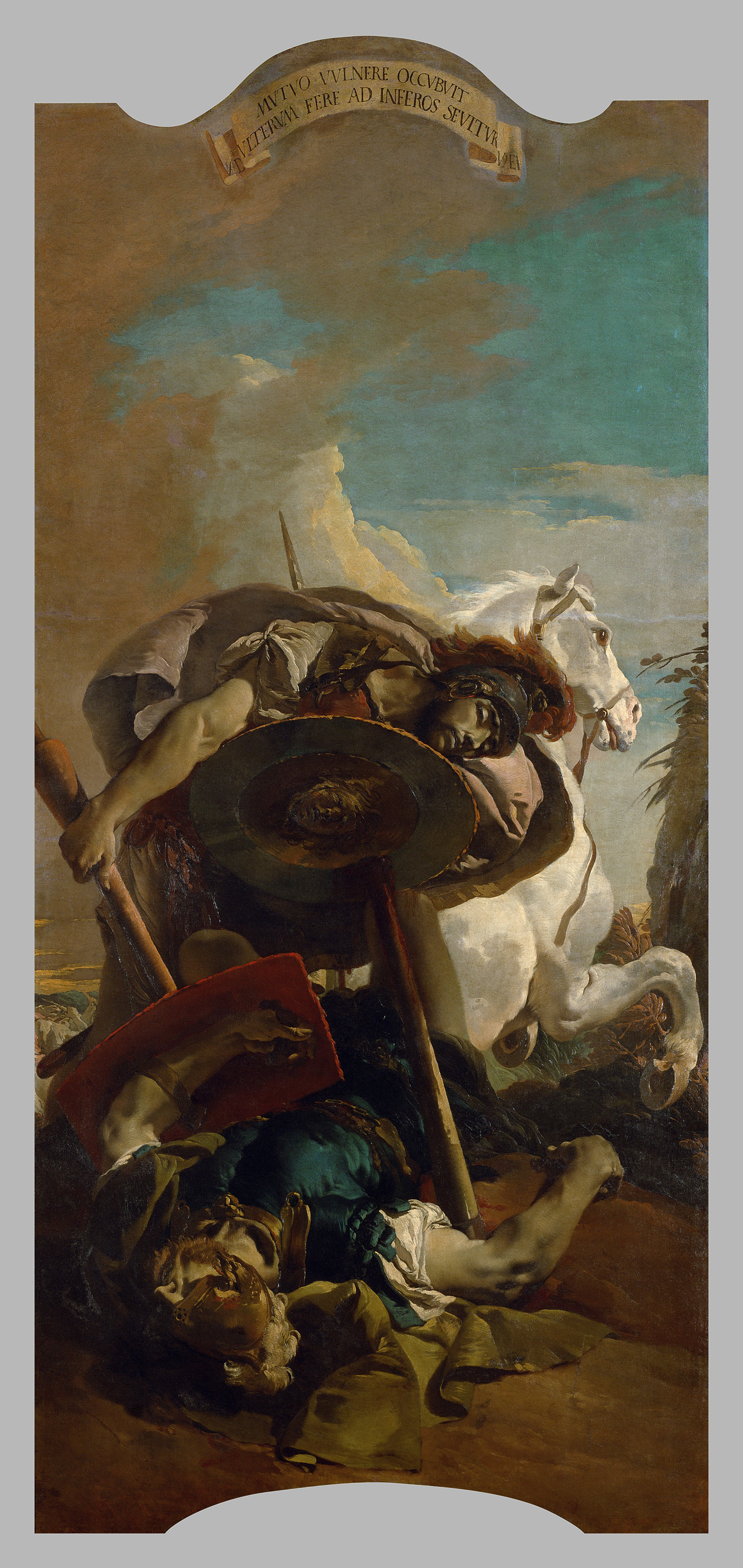
Lúcio Júnio Bruto e Arruns Tarquínio mortos em combate na Batalha de Silva Arsia, uma das várias tentativas de Tarquínio de reconquistar seu trono.
1728-30. Por Tiepolo, no Museu de História da Arte em Viena, Áustria.

Depois de seu exílio, Tarquínio realizou uma série de tentativas de recuperar o trono. A princípio, ele enviou embaixadores ao Senado para solicitar a devolução dos bens pessoais de sua família, tomados durante a revolução. Em segredo, enquanto o Senado debatia o pedido, os embaixadores se encontraram com — e subverteram — com alguns dos mais proeminentes romanos da época, a chamada "Conspiração Tarquiniana". Os conspiradores incluíam dois dos genros de Bruto e seus dois filhos, Tito e Tibério. A conspiração foi descoberta e todos os participantes foram executados
Embora o Senado tenha concordado inicialmente com o pedido de Tarquínio, a decisão foi revogada depois da descoberta da conspiração e todas as propriedades do rei e sua família foram deixadas para serem saqueadas pela população da cidade.
Tarquínio tentou depois recuperar Roma pela força. Ele primeiro conseguiu o apoio das cidades de Veios e Tarquinia, relembrando a primeira das frequentes derrotas e perdas territoriais para o estado romano e a segunda de seus laços familiares. Os exércitos das duas cidades marcharam então contra Roma na Batalha de Silva Arsia. O rei comandou a infantaria etrusca e, embora o resultado tenha parecido inicialmente incerto, os romanos se saíram vitoriosos. Tanto Bruto (o cônsul) quanto Arruns Tarquínio (filho do rei) foram mortos na batalha.
Outra tentativa de Tarquínio contou com o apoio militar de Lars Porsena, o rei de Clúsio. A guerra que seu seguiu levou a um cerco de Roma e a um tratado de paz. Porém, Tarquínio não conseguiu recuperar o trono.
Tarquínio e sua família deixaram Clúsio e buscaram refúgio em Túsculo com seu genro Otávio Mamílio. Por volta de 496 a.C., Tarquínio e seu filho Tito Tarquínio lutaram ao lado de Mamílio e da Liga Latina contra Roma, mas perderam na Batalha do Lago Régilo, na qual Mamílio foi morto.
Finalmente, Tarquínio fugiu para se refugiar com o tirano de Cumas, Aristodemo, e morreu lá em 495 a.C., dando fim à causa monarquista.